# Telamonia luxiensis
Telamonia luxiensis là một loài nhện trong họ Salticidae.
Loài này thuộc chi Telamonia. Telamonia luxiensis được Peng et al miêu tả năm 1998..